# Matthew Tuck
Matt Tuck teljes nevén Matthew Tuck (Egyesült Királyság, Wales, Bridgend, 1980. január 20.) brit zenész, a Bullet For My Valentine Metalcore együttes énekese, gitárosa, dalszövegírója.

## Pályafutása
Mielőtt csatlakozott a BFMV-hez a Virgin Megastore-ban dolgozott raktárosként. Tuck hangja sokoldalú: nemcsak ordít és morog, de dallamos is. A bandában ritmusgitáron játszik, ezen kívül tud szájharmonikázni, zongorázni, felvevőt kezelni, és dobolni is. Max Cavalerával együtt énekelt az Apocalyptica Repressed című számában, amit a csellósok rögzítettek a  Amplified – A Decade of Reinventing the Cello albumon. A turnékon általában Jackson Randy Rhoads RR1T gitárt használ, de tulajdonában van egy Gibson Flying V gitár is.

## Magánélete
2013. szeptember 6-án összeházasodtak akkori barátnőjével, egy közös gyermekük született, Evann.

## Befolyásolók
A Metallica-t nevezte meg legnagyobb hatásként. 14 évesen látta először az "Enter Sandman" című klipjüket, és ez inspirálta, hogy gitárt fogjon. Teljesen egyedül tanult gitározni. Még említette befolyásolóként a Mötley Crüe, Iron Maiden, Judas Priest, Pantera, és Megadeth-t. Saját számaik közül a Tears Don't Fall a kedvence. Szereti az állatokat, támogatja a PETA állatvédő szervezetet. Van egy kutyája, Biscuit (keksz), és 2 macskája.

## Torokproblémák
2006 novemberében torokgyulladásban szenvedett, mikor az As I Lay Dying, és a Protest The Hero-al turnéztak, és számos koncertet el kellett törölni. 2007. június 22-én bejelentik hogy az összes addigi koncertet eltörlik, beleértve a közös Metallica turnét, mert Tuck-nak sebészeti beavatkozásra van szüksége.

## Felszerelés
Gitárok:
- Fő Gitár: Jackson RR1T (fekete)
- Tartalék Gitár: Jackson RR1T USA Custom Shop W / Reverse Headstock
- Jackson RR1 (fehér w / fekete pinstripes)
- Jackson RR5 Pro sorozat
- Gibson Flying V Gitár

Jellemzők:
- Rotosound húr (.010, ,013, ,017, ,030, ,042, .056)
- Dunlop Tortex .50 pengető
- Tuning: Drop-C (alacsony és magas C-G-C-F-A-D)
- Pickups Seymour Duncan JB (híd)
- Pickups Seymour Duncan Jazz (nyak)

Gitár effektek, & Irányító Processzor:
- Ibanez TS-9 Tube visító
- 2 Boss NS-2 Noise suppressors
- Boss TU-2 Chromatic Tuner
- Peavey Channel Switcher
- Morley Bad horsie Wah

Erősítők:
- 2x Mesa Engineering 4x12 Stiletto Hagyományos Slant Cabinets
- 2x Peavey 6505 vezetőivel a Rack Case (Extra feje a backup)

Egységek & tunerek:
- Sennheiser EW300 Wireless egység[8]

## Külső hivatkozás
- Matt Tuck Fansite (angolul)
- Matt a HqParadise adatbázisán
- magyar Matt rajongói oldal:)[halott link]
- Interjú Archiválva 2009. április 28-i dátummal a Wayback Machine-ben